# Bob ai XXII Giochi olimpici invernali - Bob a quattro maschile
La gara di bob a quattro maschile dei XXII Giochi olimpici invernali si è disputata il 22 e il 23 febbraio 2014 sulla pista Sanki, a Krasnaja Poljana.
Gli statunitensi erano i campioni olimpici uscenti: Steven Holcomb e Curtis Tomasevicz, insieme a Steve Mesler e Justin Olsen avevano infatti conquistato l'oro nella precedente edizione di Vancouver 2010 sopravanzando nell'ordine il team tedesco formato da André Lange, Kevin Kuske, Alexander Rödiger e Martin Putze e quello canadese costituito da Lyndon Rush, David Bissett, Lascelles Brown e Chris le Bihan.
In questa edizione la medaglia d'oro era stata inizialmente vinta dall'equipaggio russo formato da Aleksandr Zubkov, Dmitrij Trunenkov, Aleksej Negodajlo e Aleksej Voevoda ma il 24 novembre 2017 il CIO ha decretato la squalifica del pilota Zubkov, il 29 novembre successivo quella dei frenatori Trunenkov e Negodajlo e il 22 dicembre seguente anche quella di Voevoda, a seguito della vicenda doping che ha coinvolto numerosi atleti russi tramite il noto rapporto della Agenzia Mondiale Antidoping (WADA) presentato da Richard McLaren nel luglio 2016, per cui la medaglia d'oro è stata loro revocata. Il 1º febbraio 2018 il Tribunale Arbitrale dello Sport, dopo aver preso in esame il ricorso presentato dai quattro atleti russi, ha confermato le squalifiche comminate dal CIO a Zubkov e Voevoda, annullando tuttavia il divieto di partecipare a future edizioni delle olimpiadi; vennero invece cancellate tutte le sanzioni nei confronti di Trunenkov e Negodajlo. Alle loro spalle si erano piazzati il team lettone composto da Oskars Melbārdis, Arvis Vilkaste, Daumants Dreiškens e Jānis Strenga, e quello statunitense di Steven Holcomb, Steven Langton, Curtis Tomasevicz e Christopher Fogt.
Il 29 novembre 2017 Aleksandr Kas'janov, Il'vir Chuzin, Aleksej Puškarëv e il 22 dicembre successivo anche l'altro frenatore Maksim Belugin, classificatisi quarti, sono stati squalificati per lo stesso motivo. Il 1º febbraio 2018 il Tribunale Arbitrale dello Sport, dopo aver preso in esame il ricorso presentato da Kas'janov, Chuzin e Puškarëv, ha confermato tutte le squalifiche comminate loro dal CIO, annullando tuttavia il divieto di partecipare a future edizioni delle olimpiadi; Belugin invece non presentò alcun ricorso.
Il 28 marzo 2019 il CIO mise fine alla vicenda ratificando ufficialmente le squalifiche degli equipaggi coinvolti e confermando la riassegnazione delle medaglie, in accordo con i risultati ufficiali aggiornati dalla Federazione Internazionale di Bob e Skeleton già in data 20 luglio 2018.
Il titolo olimpico è quindi andato ai lettoni Oskars Melbārdis, Arvis Vilkaste, Daumants Dreiškens e Jānis Strenga, la medaglia d'argento agli statunitensi Steven Holcomb, Steven Langton, Curtis Tomasevicz e Christopher Fogt e quella di bronzo ai britannici John James Jackson, Bruce Tasker, Stuart Benson e Joel Fearon.

## Risultati
| Pos. | Nazione               | Atleti                                                                                 | 1ª manche  | 2ª manche | 3ª manche | 4ª manche | Totale  | Distacco |
| ---- | --------------------- | -------------------------------------------------------------------------------------- | ---------- | --------- | --------- | --------- | ------- | -------- |
|      | Lettonia (LAT-1)      | Oskars Melbārdis Arvis Vilkaste Daumants Dreiškens Jānis Strenga                       | 55"10      | 55"13     | 55"15     | 55"31     | 3'40"69 |          |
|      | Stati Uniti (USA-1)   | Steven Holcomb Steven Langton Curtis Tomasevicz Christopher Fogt                       | 54"89      | 55"47     | 55"30     | 55"33     | 3'40"99 | +0"30    |
|      | Gran Bretagna (GBR-1) | John James Jackson Bruce Tasker Stuart Benson Joel Fearon                              | 55"26      | 55"27     | 55"31     | 55"26     | 3'41"10 | +0"41    |
| 4    | Germania (GER-1)      | Maximilian Arndt Alexander Rödiger Marko Hübenbecker Martin Putze                      | 54"88 (TR) | 55"47     | 55"47     | 55"60     | 3'41"42 | +0"73    |
| 5    | Germania (GER-3)      | Thomas Florschütz Kevin Kuske Joshua Bluhm Christian Poser                             | 55"06      | 55"42     | 55"50     | 55"53     | 3'41"51 | +0"82    |
| 6    | Svizzera (SUI-1)      | Beat Hefti Jürg Egger Alex Baumann Thomas Lamparter                                    | 55"21      | 55"34     | 55"60     | 55"60     | 3'41"75 | +1"06    |
| 7    | Canada (CAN-2)        | Lyndon Rush David Bissett Lascelles Brown Neville Wright                               | 55"35      | 55"43     | 55"60     | 55"38     | 3'41"76 | +1"07    |
| 8    | Germania (GER-2)      | Francesco Friedrich Gregor Bermbach Jannis Bäcker Thorsten Margis                      | 55"15      | 55"43     | 55"81     | 55"41     | 3'41"80 | +1"11    |
| 9    | Paesi Bassi (NED-1)   | Edwin van Calker Sybren Jansma Bror van der Zijde Arno Klaassen                        | 55"55      | 55"57     | 55"82     | 55"75     | 3'42"69 | +2"00    |
| 10   | Stati Uniti (USA-2)   | Nick Cunningham Johnny Quinn Justin Olsen Dallas Robinson                              | 55"61      | 55"48     | 55"97     | 55"64     | 3'42"70 | +2"01    |
| 11   | Canada (CAN-1)        | Christopher Spring James McNaughton Timothy Randall Bryan Barnett                      | 55"50      | 56"70     | 55"88     | 55"76     | 3'42"84 | +2"15    |
| 12   | Lettonia (LAT-2)      | Oskars Ķibermanis Helvijs Lūsis Raivis Broks Vairis Leiboms                            | 55"68      | 55"52     | 55"97     | 55"81     | 3'42"98 | +2"37    |
| 13   | Russia (RUS-3)        | Nikita Zacharov Nikolaj Chrenkov Pëtr Moiseev Maksim Mokrousov                         | 55"74      | 55"53     | 55"88     | 55"91     | 3'43"06 | +2"46    |
| 14   | Rep. Ceca (CZE-1)     | Jan Vrba Dominik Dvořák Dominik Suchý Michal Vacek                                     | 55"95      | 55"47     | 55"95     | 55"80     | 3'43"17 | +2"48    |
| 15   | Francia (FRA-1)       | Loïc Costerg Florent Ribet Romain Heinrich Elly Lefort                                 | 55"82      | 55"68     | 55"91     | 55"77     | 3'43"18 | +2"49    |
| 16   | Italia (ITA-1)        | Simone Bertazzo Samuele Romanini Simone Fontana Francesco Costa                        | 55"78      | 55"73     | 56"06     | 55"88     | 3'43"45 | +2"76    |
| 17   | Gran Bretagna (GBR-2) | Lamin Deen Andrew Matthews John Baines Ben Simons                                      | 55"91      | 55"60     | 56"06     | 55"95     | 3'43"52 | +2"83    |
| 18   | Corea del Sud (KOR-1) | Won Yun-jong Jun Jung-lin Suk Young-jin Seo Young-woo                                  | 56"12      | 55"97     | 56"25     | 55"88     | 3'44"22 | +3"53    |
| 19   | Austria (AUT-1)       | Benjamin Maier Markus Sammer Stefan Withalm Angel Somov Sebastian Heufler              | 56"25      | 56"11     | 56"27     |           | 2'48"63 |          |
| 20   | Australia (AUS-1)     | Heath Spence Duncan Harvey Gareth Nichols Lucas Mata                                   | 56"20      | 56"21     | 56"23     |           | 2'48"64 |          |
| 21   | Francia (FRA-2)       | Thibault Godefroy Vincent Ricard Jérémy Baillard Jérémie Boutherin                     | 56"37      | 56"27     | 56"35     |           | 2'48"99 |          |
| 22   | Romania (ROU-1)       | Andreas Neagu Paul Muntean Florin Cezar Crăciun Dănuț Moldovan Bogdan Laurentiu Otava  | 56"25      | 56"16     | 56"62     |           | 2'49"03 |          |
| 23   | Slovacchia (SVK-1)    | Milan Jagnešák Lukáš Kožienka Petr Narovec Juraj Mokráš                                | 56"56      | 56"37     | 56"51     |           | 2'49"44 |          |
| 24   | Giappone (JPN-1)      | Hiroshi Suzuki Shintaro Sato Toshiki Kuroiwa Hisashi Miyazaki                          | 56"41      | 56"42     | 56"63     |           | 2'49"46 |          |
| 25   | Corea del Sud (KOR-2) | Kim Dong-hyun Kim Sik Kim Kyung-hyun Oh Jea-han                                        | 56"98      | 56"77     | 56"89     |           | 2'50"64 |          |
| 26   | Brasile (BRA-1)       | Edson Bindilatti Edson Martins Odirlei Pessoni Fábio Gonçalves Silva                   | 56"86      | 56"74     | 57"11     |           | 2'50"71 |          |
| 27   | Canada (CAN-3)        | Justin Kripps Cody Sorensen** Jesse Lumsden Ben Coakwell** Luke Demetre Graeme Rinholm | 55"17      | 59"91*    | 55"72     |           | 2'50"80 |          |
|      | Russia (RUS-1)        | Aleksandr Zubkov Dmitrij Trunenkov Aleksej Negodajlo Aleksej Voevoda                   | DSQ        | DSQ       | DSQ       | DSQ       | DSQ     | DSQ      |
|      | Russia (RUS-2)        | Aleksandr Kas'janov Maksim Belugin Il'vir Chuzin Aleksej Puškarëv                      | DSQ        | DSQ       | DSQ       | DSQ       | DSQ     | DSQ      |
|      | Polonia (POL-1)       | Dawid Kupczyk Michal Kasperowicz Daniel Zalewski Paweł Mróz                            | DSQ        | DSQ       | DSQ       | DSQ       | DSQ     | DSQ      |

*Canada 3 ha avuto un incidente nella manche.

**Nella 3ª manche Cody Sorensen e Ben Coakwell sono stati sostituiti da Luke Demetre e Graeme Rinholm.
Data: sabato 22 febbraio 2014

Ora locale 1ª manche:  

Ora locale 2ª manche:  

Data: domenica 23 febbraio 2014

Ora locale 3ª manche:  

Ora locale 4ª manche:  

Pista: Sanki 

Legenda:
- in grassetto il miglior tempo di manche
- DNS = non partiti (did not start)
- DNF = prova non completata (did not finish)
- DSQ = squalificati (disqualified)
- Pos. = posizione